# 이습
이습(李熠, 1799년 ~ 1860년)은 조선시대의 무신으로 병마절도사(兵馬節度使)를 지냈다.

## 생애
조선후기의 무신으로 본관은 전주, 휘는 습(熠)이다. 덕흥대원군 10대손이며, 아버지는 충정공 이홍술 5대손으로 증 이조참판(吏曹參判) 이정식(李鼎植)이며, 생부는 밀산군 7대손으로 증 병조참판(兵曹參判) 이면식(李勉植)이고, 생모는 해주인(海州人) 정만선(鄭萬善)의 딸로 증 정부인 정씨(貞夫人 鄭氏)이다.
부인은 부사(府使) 달성인(達城人) 서양보(徐良輔)의 딸로 정부인 서씨(貞夫人 徐氏)이다.
증 병참 이면식의 3남으로 1799년(정조 23) 2월 24일 탄생하였다. 1844년(헌종 10) 1월 25일 충청도 수군절도사(忠淸道 水軍節度使)를 거쳐, 병마절도사(兵馬節度使)를 지내고 1860년(철종 11) 2월 2일 향년 62세로 별세하였다. 후에 지종정경(知宗正卿) 겸 좌참찬(左參贊)으로 증직되었다.

## 가족관계
- 아버지(양부) : 증 이조참판(吏曹參判) 이정식(李鼎植, 1777년 - 1821년)
- 어머니(양모) : 증 정부인 해평 윤씨(貞夫人 海平尹氏),지훈련(知訓鍊) 해평인(海平人) 윤득달(尹得達)의 딸.
- 어머니(양계모) : 증 정부인 안산 안씨(貞夫人 安山安氏)
- 어머니(양계모) : 증 정부인 대구 서씨(貞夫人 大邱徐氏), 대구인(大邱人) 서길보(徐吉輔)의 딸.
- 이복동생 : 이유(李火+癸, 1803년 - 1865년)
- 이복동생 : 이훤(李煊, ?년 - ?년)
- 이복동생 : 이훤(李烜, 1803년 - 1870년)
- 이복여동생 : 함안인(咸安人) 윤희정(尹喜貞)에게 출가.
- 아버지(생부) : 증 병조참판(兵曹參判) 이면식(李勉植, 1765년 - 1825년)
- 어머니(생모) : 증 정부인 정씨(貞夫人 鄭氏), 해주인(海州人) 정만선(鄭萬善)의 딸.
  - 친형 : 이형(李烱, 1785년 - 1844년)
  - 친형 : 이헌(李火+憲, 1789년 - 1851년)
  - 친동생 : 이계응(李烓應, 1818년 - 1866년)
  - 친동생 : 이윤(李火+允, 1820년 - 1854년)
  - 친동생 : 이경(李燝, 1825년 - 1866년)
- 부인 : 정부인 서씨(貞夫人 徐氏), 부사(府使) 달성인(達城人) 서양보(徐良輔)의 딸.
  - 장남 : 이재봉(李載鳳, 1820년 - 1885년), 삼도수군통제사 등 역임.
  - 2남 : 이응주(李鷹周, 1823년 - 1857년), 부사 등 역임.
  - 3남 : 이재붕(李載鵬, 1834년 - 1874년), 병마절도사 등 역임.
  - 장녀 : 진주인(晋州人) 유원로(柳元魯)에게 출가.
  - 2녀 : 평산인(平山人) 신학희(申鶴熙)에게 출가.